# Kara Mbodj
Serigne Modou Kara Mbodj (ur. 11 listopada 1989) – senegalski piłkarz występujący na pozycji defensywnego pomocnika. Może także grać na pozycji obrońcy.

## Kariera klubowa
Kara przeszedł do Tromsø IL w lutym 2010 roku. 1 stycznia 2013 podpisał 3,5 letni kontrakt z belgijskim Genkiem. W 2015 został zawodnikiem RSC Anderlecht. W sezonie 2018/2019 był wypożyczony do FC Nantes. W 2019 przeszedł do Al-Sailiya.